# Мемориал Алехина
Мемориал Алехина — международный шахматный турнир, проводящийся с 1956 года. 

## Место проведения
В 1956, 1971 и 1975 годы турнир проводился Шахматной федерацией СССР и проходил в Москве. 
В 1986 году турнир был проведён шахматной организацией португальского города Кашкайш.
В 1992 году турнир проходил опять в Москве.
В 2013 году турнир состоял из двух частей, первая из которых прошла в Париже, а вторая — в Санкт-Петербурге.

## Победители
| № | Год  | Победитель                      | +   | −   | =     | Очки              |
| - | ---- | ------------------------------- | --- | --- | ----- | ----------------- |
| 1 | 1956 | М. Ботвинник В. Смыслов         | 8 7 | 1 0 | 6 8   | 11 из 15 11 из 15 |
| 2 | 1971 | Карпов, Анатолий Штейн, Леонид  | 5 5 | 0 0 | 12 12 | 11 из 17 11 из 17 |
| 3 | 1975 | Геллер, Ефим                    | 6   | 0   | 9     | 10½ из 15         |
| 4 | 1986 | Багиров, Владимир               |     |     |       | 7 из 10           |
| 5 | 1992 | Борис Гельфанд Вишванатан Ананд |     |     |       | 4½ из 7           |
| 6 | 2013 | Левон Аронян                    | 3   | 1   | 5     | 5½ из 9           |